# A Star Is Born (album)
Pour les articles homonymes, voir A Star Is Born.
Albums de Lady Gaga
Joanne
(2016) Chromatica
(2020)
Singles
1. Shallow
Sortie : 27 septembre 2018
2. Always Remember Us This Way
Sortie : 21 novembre 2018
3. I'll Never Love Again
Sortie : 27 mai 2019

A Star Is Born est la bande originale du film A Star Is Born (2018) de Bradley Cooper.
La majorité des chansons est interprétée par Lady Gaga et Bradley Cooper. L'album fait partie des 10 meilleures ventes mondiales de 2018 malgré sa sortie en fin d'année et s'est écoulé à plus de 6 millions d'exemplaires 8 mois après sa sortie et à 8 millions en mai 2020,,. En date de juin 2019, il est l'album le plus vendu de l'année 2019 aux États-Unis. Les trois singles extraits de l'album ont été des succès mondiaux, notamment en France, où Shallow et Always Remember Us This Way se sont classés numéro 1 des ventes, et I'll Never Love Again se classant numéro 3 ; les trois chansons sont ainsi certifiées singles de Diamant par le SNEP. 

## Listes des titres
| Standard version | Standard version                                                                                          | Standard version                                                                    | Standard version                       | Standard version | Standard version | Standard version | Standard version | Standard version | Standard version |
| No               | Titre | Auteur                                                                              | Producteurs                            | Durée            |                  |                  |                  |                  |                  |
| ---------------- | --- | ----------------------------------------------------------------------------------- | -------------------------------------- | ---------------- | ---------------- | ---------------- | ---------------- | ---------------- | ---------------- |
| 1.               | Intro |                                                                                     |                                        | 0:20             |                  |                  |                  |                  |                  |
| 2.               | Black Eyes (interprété par Bradley Cooper)                                                                | - Cooper - Lukas Nelson                                                             | - Cooper - Nelson - Lady Gaga          | 3:03             |                  |                  |                  |                  |                  |
| 3.               | Somewhere Over the Rainbow (dialogue ; featuring Lady Gaga)                                               | - Harold Arlen - E.Y. Harburg - Claire Louise Whittleston                           |                                        | 0:42             |                  |                  |                  |                  |                  |
| 4.               | Fabulous French (dialogue; featuring Bradley Cooper, Lady Gaga, Anthony Ramos et Shangela Laquifa Wadley) |                                                                                     |                                        | 0:19             |                  |                  |                  |                  |                  |
| 5.               | La Vie en rose (interprété par Lady Gaga)                                                                 | - Louiguy - Édith Piaf                                                              | - Gaga - Brian Newman                  | 2:59             |                  |                  |                  |                  |                  |
| 6.               | I'll Wait for You (dialogue ; featuring Bradley Cooper et Lady Gaga)                                      |                                                                                     |                                        | 0:19             |                  |                  |                  |                  |                  |
| 7.               | Maybe It's Time (interprété par Bradley Cooper)                                                           | Jason Isbell                                                                        | - Cooper - Benjamin Rice - Gaga        | 2:39             |                  |                  |                  |                  |                  |
| 8.               | Parking Lot (dialogue; featuring Bradley Cooper et Lady Gaga)                                             |                                                                                     |                                        | 0:31             |                  |                  |                  |                  |                  |
| 9.               | Out of Time (interprété par Bradley Cooper)                                                               | - Cooper - Nelson                                                                   | - Cooper - Nelson                      | 2:52             |                  |                  |                  |                  |                  |
| 10.              | Alibi (interprété par Bradley Cooper)                                                                     | - Gaga - Cooper - Nelson                                                            | - Gaga - Cooper - Nelson               | 3:03             |                  |                  |                  |                  |                  |
| 11.              | Trust Me (dialogue ; featuring Bradley Cooper et Lady Gaga)                                               |                                                                                     |                                        | 0:32             |                  |                  |                  |                  |                  |
| 12.              | Shallow (interprété par Lady Gaga et Bradley Cooper)                                                      | - Gaga - Mark Ronson - Anthony Rossomando - Andrew Wyatt                            | - Gaga - Rice                          | 3:35             |                  |                  |                  |                  |                  |
| 13.              | First Stop, Arizona (dialogue ; featuring Bradley Cooper et Lady Gaga)                                    |                                                                                     |                                        | 0:10             |                  |                  |                  |                  |                  |
| 14.              | Music to My Eyes (interprété par Lady Gaga et Bradley Cooper)                                             | - Gaga - Nelson                                                                     | Nelson                                 | 3:19             |                  |                  |                  |                  |                  |
| 15.              | Diggin' My Grave (interprété par Lady Gaga et Bradley Cooper)                                             | Paul Kennerley                                                                      | - Gaga - Nelson                        | 3:57             |                  |                  |                  |                  |                  |
| 16.              | I Love You (dialogue ; featuring Bradley Cooper et Lady Gaga)                                             |                                                                                     |                                        | 0:19             |                  |                  |                  |                  |                  |
| 17.              | Always Remember Us This Way (interprété par Lady Gaga)                                                    | - Gaga - Natalie Hemby - Hillary Lindsey - Lori McKenna                             | - Dave Cobb - Gaga                     | 3:30             |                  |                  |                  |                  |                  |
| 18.              | Unbelievable (dialogue ; featuring Lady Gaga et Rafi Gavron)                                              |                                                                                     |                                        | 0:28             |                  |                  |                  |                  |                  |
| 19.              | How Do You Hear It? (dialogue ; featuring Bradley Cooper et Lady Gaga)                                    |                                                                                     |                                        | 0:14             |                  |                  |                  |                  |                  |
| 20.              | Look What I Found (interprété par Lady Gaga)                                                              | - Gaga - Mark Nilan Jr. - Nick Monson - Paul "DJWS" Blair - Nelson - Aaron Raitiere | - Gaga - Nilan - Monson - Blair        | 2:55             |                  |                  |                  |                  |                  |
| 21.              | Memphis (dialogue ; featuring Bradley Cooper et Lady Gaga)                                                |                                                                                     |                                        | 0:24             |                  |                  |                  |                  |                  |
| 22.              | Heal Me (interprété par Lady Gaga)                                                                        | - Gaga - Nilan - Monson - Blair - Julia Michaels - Justin Tranter                   | - Gaga - Nilan - Monson - Blair        | 3:16             |                  |                  |                  |                  |                  |
| 23.              | I Don't Know What Love Is (interprété par Lady Gaga et Bradley Cooper)                                    | - Gaga - Nelson                                                                     | - Gaga - Nelson - Nilan - Monson       | 2:57             |                  |                  |                  |                  |                  |
| 24.              | Vows (dialogue ; featuring Lady Gaga)                                                                     |                                                                                     |                                        | 0:17             |                  |                  |                  |                  |                  |
| 25.              | Is That Alright? (interprété par Lady Gaga)                                                               | - Gaga - Nilan - Monson - Blair - Raitiere                                          | - Gaga - Nilan - Monson - Blair        | 3:11             |                  |                  |                  |                  |                  |
| 26.              | SNL (dialogue ; featuring Alec Baldwin, Don Roy King, Michael Mancini et Gena Rositano)                   |                                                                                     |                                        | 0:13             |                  |                  |                  |                  |                  |
| 27.              | Why Did You Do That? (interprété par Lady Gaga)                                                           | - Gaga - Diane Warren - Nilan - Monson - Blair                                      | - Gaga - Nilan - Monson - Blair        | 3:04             |                  |                  |                  |                  |                  |
| 28.              | Hair Body Face (interprété par Lady Gaga)                                                                 | - Gaga - Nilan - Monson - Blair                                                     | - Gaga - Nilan - Monson - Blair - Rice | 3:22             |                  |                  |                  |                  |                  |
| 29.              | Scene 98 (dialogue ; featuring Bradley Cooper et Lady Gaga)                                               |                                                                                     |                                        | 0:35             |                  |                  |                  |                  |                  |
| 30.              | Before I Cry (interprété par Lady Gaga)                                                                   | - Gaga - Nilan - Monson - Blair                                                     | - Gaga - Nilan - Monson - Blair        | 4:18             |                  |                  |                  |                  |                  |
| 31.              | Too Far Gone (interprété par Bradley Cooper)                                                              | - Cooper - Nelson                                                                   | - Cooper - Nelson                      | 1:26             |                  |                  |                  |                  |                  |
| 32.              | Twelve Notes (dialogue ; featuring Lady Gaga et Sam Elliott)                                              |                                                                                     |                                        | 1:03             |                  |                  |                  |                  |                  |
| 33.              | I'll Never Love Again (film version) (interprété par Lady Gaga et Bradley Cooper)                         | - Gaga - Hemby - Lindsey - Raitiere                                                 | - Gaga - Rice                          | 4:41             |                  |                  |                  |                  |                  |
| 34.              | I'll Never Love Again (extended version) (interprété par Lady Gaga)                                       | - Gaga - Hemby - Lindsey - Raitiere                                                 | - Gaga - Rice                          | 5:28             |                  |                  |                  |                  |                  |
| 70:01            | |                                                                                     |                                        |                  |                  |                  |                  |                  |                  |

| Version sans dialogue | Version sans dialogue                                 | Version sans dialogue | Version sans dialogue | Version sans dialogue | Version sans dialogue | Version sans dialogue | Version sans dialogue | Version sans dialogue | Version sans dialogue |
| No                    | Titre                                                 | Durée                 |                       |                       |                       |                       |                       |                       |                       |
| --------------------- | ----------------------------------------------------- | --------------------- | --------------------- | --------------------- | --------------------- | --------------------- | --------------------- | --------------------- | --------------------- |
| 1.                    | Black Eyes                                            | 3:03                  |                       |                       |                       |                       |                       |                       |                       |
| 2.                    | La Vie en rose                                        | 2:59                  |                       |                       |                       |                       |                       |                       |                       |
| 3.                    | Maybe It's Time                                       | 2:39                  |                       |                       |                       |                       |                       |                       |                       |
| 4.                    | Out of Time                                           | 2:52                  |                       |                       |                       |                       |                       |                       |                       |
| 5.                    | Alibi                                                 | 3:03                  |                       |                       |                       |                       |                       |                       |                       |
| 6.                    | Shallow (radio edit)                                  | 3:37                  |                       |                       |                       |                       |                       |                       |                       |
| 7.                    | Music to My Eyes                                      | 3:19                  |                       |                       |                       |                       |                       |                       |                       |
| 8.                    | Diggin' My Grave                                      | 3:57                  |                       |                       |                       |                       |                       |                       |                       |
| 9.                    | Always Remember Us This Way                           | 3:30                  |                       |                       |                       |                       |                       |                       |                       |
| 10.                   | Look What I Found                                     | 2:55                  |                       |                       |                       |                       |                       |                       |                       |
| 11.                   | Heal Me                                               | 3:16                  |                       |                       |                       |                       |                       |                       |                       |
| 12.                   | I Don't Know What Love Is                             | 2:57                  |                       |                       |                       |                       |                       |                       |                       |
| 13.                   | Is That Alright?                                      | 3:11                  |                       |                       |                       |                       |                       |                       |                       |
| 14.                   | Why Did You Do That?                                  | 3:04                  |                       |                       |                       |                       |                       |                       |                       |
| 15.                   | Hair Body Face                                        | 3:22                  |                       |                       |                       |                       |                       |                       |                       |
| 16.                   | Before I Cry                                          | 4:18                  |                       |                       |                       |                       |                       |                       |                       |
| 17.                   | Too Far Gone                                          | 1:26                  |                       |                       |                       |                       |                       |                       |                       |
| 18.                   | I'll Never Love Again (film version) (radio edit)     | 4:41                  |                       |                       |                       |                       |                       |                       |                       |
| 19.                   | I'll Never Love Again (extended version) (radio edit) | 5:28                  |                       |                       |                       |                       |                       |                       |                       |
| 63:37                 |                                                       |                       |                       |                       |                       |                       |                       |                       |                       |

## Classements hebdomadaires
| Classement (2018-2019)             | Meilleure position |
| ---------------------------------- | ------------------ |
| Allemagne (Media Control AG)       | 4                  |
| Australie (ARIA)                   | 1                  |
| Autriche (Ö3 Austria Top 40)       | 2                  |
| Belgique (Flandre Ultratop)        | 1                  |
| Belgique (Wallonie Ultratop)       | 4                  |
| Canada (Canadian Albums)           | 1                  |
| Danemark (Tracklisten)             | 1                  |
| Écosse (OCC)                       | 1                  |
| Espagne (Promusicae)               | 2                  |
| États-Unis (Billboard 200)         | 1                  |
| Finlande (Suomen virallinen lista) | 5                  |
| France (SNEP Megafusion)           | 1                  |
| Irlande (IRMA)                     | 1                  |
| Italie (FIMI)                      | 4                  |
| Norvège (VG-lista)                 | 1                  |
| Nouvelle-Zélande (RIANZ)           | 1                  |
| Pays-Bas (Mega Album Top 100)      | 3                  |
| Portugal (AFP)                     | 1                  |
| Royaume-Uni (UK Albums Chart)      | 1                  |
| Suisse (Schweizer Hitparade)       | 1                  |

## Certifications
| Région | Certification | Ventes/Streams |
| --- | ------------- | -------------- |
| Australie (ARIA) | 2 × Platine   | 140 000        |
| Canada (Music Canada) | Platine       | 80 000         |
| États-Unis (RIAA) | 2 × Platine   | 2 000 000      |
| France (SNEP) | Diamant       | 500 000‡       |
| Royaume-Uni (BPI) | Platine       | 300 000        |
| *Ventes selon la certification ^Mise en rayon selon la certification xNon précisé par la certification ‡ventes/streaming selon la certification |               |                |